# Liste von Aussichtstürmen in Mecklenburg-Vorpommern
Die Liste von Aussichtstürmen in Mecklenburg-Vorpommern enthält Bauwerke, welche über für den Publikumsverkehr zugängliche Aussichtsmöglichkeiten verfügen. Sie umfasst Aussichts-, Fernseh- und Wassertürme, Hochhäuser, Kirchtürme, stationäre Fahrgeschäfte und sonstige Aussichtsplattformen – auch ehemalige Türme (usw.). Die Listen enthalten keine reisenden Panoramafahrgeschäfte.

## Liste
Anmerkung: Die Tabellenspalten sind sortierbar, dazu dienen die Symbole bei den Spaltenüberschriften. In der Ausgangsansicht sind die Türme nach Gesamthöhe (absteigend), bei gleicher Höhe nach Name des Bauwerks (aufsteigend) sortiert.

### Bestehende Bauwerke
| Name des Bauwerks                  | Ort                               | Bau- jahr  | Ges. höhe (m) | Platt- form- höhe (m) | Auf- zug | Bauwerkstyp                     | Bemerkungen | Bild |
| ---------------------------------- | --------------------------------- | ---------- | ------------- | --------------------- | -------- | ------------------------------- | --- | ---- |
| Schweriner Fernsehturm             | Schwerin Lage                     | 1964       | 136           | 098                   | ja       | Sendeturm (Stahlbeton)          | Restaurant, Ende 2017 für die Öffentlichkeit geschlossen. |      |
| Schweriner Dom                     | Schwerin Lage                     | 1893       | 117,5         | 050                   | nein     | Kirchturm                       | Turm Ende des 19. Jahrhunderts an gotische Kirche (13./14. Jahrhundert) angebaut, höchster Kirchturm Ostdeutschlands. Aussichtsplattform in ca. 50 Meter Höhe über 222 Stufen erreichbar. |      |
| Petrikirche                        | Rostock Lage                      | 1994       | 117           | 046                   | ja       | Kirchturm                       | Der im Zweiten Weltkrieg zerstörte Kirchturm wurde 1994 wieder aufgebaut und mit einer Aussichtsplattform versehen.                                                                       |      |
| St.-Marien-Kirche (Stralsund)      | Stralsund Lage                    | 15. Jh.    | 104           |                       | nein     | Kirchturm                       | 366 Stufen |      |
| Greifswalder Dom St. Nikolai       | Greifswald Lage                   | 1652       | 099,97        | 060                   | nein     | Kirchturm                       | 264 Treppenstufen zur Aussichtsplattform |      |
| Marienkirche                       | Neubrandenburg Lage               | 14. Jh.    | 088           | 045,3                 | ja       | Kirchturm                       | |      |
| Hotel Neptun                       | Warnemünde Lage                   | 1970       | 068           | 064                   | ja       | Hochhaus                        | Hotel mit Panoramabar |      |
| Westturm Stadtkirche Sternberg     | Sternberg Lage                    | 1750       | 066           | 055                   | nein     | Kirchturm                       | Aussichtsplattform unter der Laterne |      |
| Haus der Kultur und Bildung        | Neubrandenburg Lage               | 1965       | 056           |                       | ja       | Hochhaus                        | |      |
| Käflingsbergturm                   | Käflingsberg Lage                 | 1999/ 2000 | 055           | 031                   | nein     | Stahlfachwerkturm               | zusätzlich Nutzung als Feuerwachturm und als Träger von Mobilfunkantennen |      |
| Aussichtsturm OstseeTherme Usedom  | Ahlbeck Lage                      | 1996       | 050           | 020 0+ 0? 0+ 0?       | ja       | Stahlfachwerkturm               | |      |
| St.-Marien-Kirche (Plau am See)    | Plau am See Lage                  | 13. Jh.    | 041           | 030                   | nein     | Kirchturm                       | 120 Stufen; Plattformhöhe ca. |      |
| Aussichtsturm Baumwipfelpfad Rügen | Prora (Gemeinde Binz) Lage        | 2013       | 040           |                       | nein     | Holzkonstruktion                | Form eines Adlerhorsts |      |
| Jagdschloss Granitz                | Binz Lage                         | 1846       | 038           | 037                   | nein     | gemauerter Turm                 | Mittelturm des Schlosses |      |
| Aussichtsturm Wismar               | Wismar Lage                       | 2001       | 037           | 028                   | nein     | Stahlkonstruktion               | |      |
| Leuchtturm Darßer Ort              | Darßer Ort Lage                   | 1848       | 035,4         | 033                   | nein     | gemauerter Turm                 | Leuchtturm |      |
| Aussichtsturm Basedow              | Basedow Lage                      | 0?         | 035           |                       | nein     | Stahlfachwerkturm               | auch als Aussichtsturm Malchin |      |
| Fangelturm (Friedland)             | Friedland Lage                    | 14. Jh.    | 035           | 027                   | nein     | gemauerter Turm                 | 142 Stufen |      |
| Leuchtturm Kap Arkona              | Kap Arkona Lage                   | 1902       | 035           | 028                   | nein     | gemauerter Turm                 | |      |
| Lotsenturm Thiessow                | Thiessow Lage                     | 2003       | 034           | 013                   | nein     | Stahlfachwerkturm               | Mobilfunk- und Aussichtsturm; Gesamthöhe mit Antenne; überdachte Plattform |      |
| Aussichtsturm Ruhner Berg          | Marnitz Lage                      | 2001       | 032           |                       | nein     | gemauerter Turm                 | |      |
| Leuchtturm Warnemünde              | Warnemünde Lage                   | 1848       | 031           | 027                   | nein     | gemauerter Turm                 | Leuchtturm |      |
| Aussichtsturm Behmshöhe            | Neubrandenburg Lage               | 1905       | 030           | 021,75                | nein     | gemauerter Turm                 | |      |
| Aussichtsturm auf dem Jörnberg     | Krakow am See Lage                | 1995       | 027,7         | 024                   | nein     | gemauerter Turm                 | bis 1945 Standort eines Bismarckturms |      |
| Leuchtturm Dornbusch               | Kloster Lage                      | 1848       | 027,5         | 020                   | nein     | gemauerter Turm                 | Leuchtturm |      |
| Ernst-Moritz-Arndt-Turm            | Bergen auf Rügen Lage             | 1877       | 026,7         |                       | nein     | gemauerter Turm                 | gläsernes Kuppeldach Aussichtsturm auf Erhebung (Rugard) |      |
| Fangelturm (Neubrandenburg)        | Neubrandenburg Lage               | 15. Jh.    | 025           |                       | nein     | gemauerter Wehrturm             | |      |
| Schinkelturm (Kap Arkona)          | Kap Arkona Lage                   | 1827       | 022,45        | 015,55                | nein     | gemauerter Turm                 | |      |
| Aussichtsturm Kaninchenwerder      | Schwerin Lage                     | 1895       | 021,5         | 015,5                 | nein     | gemauerter Turm                 | |      |
| Ehrenmal Teterow                   | Teterow Lage                      | 1927       | 021           |                       | nein     | Stahlbeton mit Steinverkleidung | Kriegerdenkmal mit Aussichtsplattform auf Anhöhe |      |
| Leuchtturm Buk                     | Bastorf Lage                      | 1878       | 020,8         |                       | nein     | gemauerter Turm                 | Leuchtturm |      |
| Aussichtsturm Karenz               | Karenz Lage                       | 2006       | 020           |                       | nein     | Stahlkonstruktion               | Höhe ca. Turm auf Anhöhe, frei zugänglich |      |
| Aussichtsturm Barhöft              | Barhöft Lage                      | 1986       | 016,9         |                       | nein     | gemauerter Turm                 | 2004 mit Stahl-Außentreppe ergänzt Aussichtspunkt am Meerufer. |      |
| Aussichtsturm am Prangenberg       | Tessin (bei Rostock) Lage         | 2003       | 014           |                       | nein     | Holzturm                        | |      |
| Leuchtturm Plau am See             | Plau am See Lage                  | 2012       | 013,5         | 08                    | nein     | ?                               | Leuchtturm und Aussichtsturm am Seeufer |      |
| Bergfried Reppiner Burg            | Mueß Lage                         | 1907       | 0?            |                       | nein     | gemauerter Turm                 | |      |
| Katzenturm (Tessin)                | Tessin (Gemeinde Wittendörp) Lage | 1835       | 0?            |                       | nein     | gemauerter Turm                 | Aussichtsturm im Park des Schlosses Tessin |      |

### Bestehende aber nicht mehr öffentlich zugängliche Bauwerke
| Name des Bauwerks               | Ort            | Bau- jahr | Ges. höhe (m) | Platt- form- höhe (m) | Auf- zug | Bauwerkstyp            | Bemerkungen                                               | Bild |
| ------------------------------- | -------------- | --------- | ------------- | --------------------- | -------- | ---------------------- | --------------------------------------------------------- | ---- |
| Richtfunkturm Rostock-Stadweide | Rostock Lage   | 1968      | 140           | 100                   | ja       | Sendeturm (Stahlbeton) | seit den 1980er Jahren für die Öffentlichkeit geschlossen |      |
| Fernsehturm Schlemmin           | Schlemmin Lage | 1967      | 094           | 064                   | ja       | Sendeturm (Stahlbeton) | seit 1992 geschlossen                                     |      |

### Nicht mehr bestehende Bauwerke
| Name des Bauwerks                    | Ort           | Bau- jahr | Ges. höhe (m) | Platt- form- höhe (m) | Auf- zug | Bauwerkstyp     | Bemerkungen                                                            | Bild |
| ------------------------------------ | ------------- | --------- | ------------- | --------------------- | -------- | --------------- | ---------------------------------------------------------------------- | ---- |
| Bismarckturm Krakow am See           | Krakow am See | 1907      | 012           | 010                   | nein     | Eisenbeton-Turm | 1945 gesprengt; seit 1995 Standort des Aussichtsturms auf dem Jörnberg |      |
| Alter Aussichtsturm auf dem Jörnberg | Krakow am See | 1897      | 0?            |                       | nein     | Holzturm        | 1907 durch Bismarckturm ersetzt                                        |      |

## Abkürzungen
In den Tabellen verwendete Abkürzungen bedeuten:
- Jh. = Jahrhundert